# 闊鼻小目
闊鼻小目（學名：Platyrrhini），又稱新世界猴，是产于中美洲与南美洲的四科灵长目动物，包括卷尾猴科、青猴科、僧面猴科和蜘蛛猴科。新世界猴与旧世界猴合称为猴。

## 特征
灵长类包括660多个现生种和其他化石种类，分为原猴类、新世界猴、旧世界猴、类人猿（人类）四个类群。新世界猴与旧世界猴的主要区别在于鼻部。新世界猴的鼻部软骨间隔很宽，鼻孔开向侧方，鼻孔间距较宽，旧世界猴的鼻间距则很窄；此外，新世界猴有12个前臼齿，而旧世界猴与猿类一样只有8个。

## 分类
- 狨猴科 Callitrichidae：狨、狮面狨
- 卷尾猴科 Cebidae：卷尾猴和松鼠猴。
- 夜猴科 Aotidae：夜猴。
- 僧面猴科 Pitheciidae：丛尾猴、僧面猴、秃猴。
- 蜘蛛猴科 Atelidae：吼猴、蜘蛛猴和绒毛猴。